# Tongzhi
Tongzhi (chinois : 同治 ; pinyin : Tóngzhì ; Mandchou : ᡯᠠᡳ ᡧᡠᠨ, nom personnel Aixinjuelo Zaichun) (27 avril 1856 - 12 janvier 1875) est le dixième empereur de la dynastie Qing à régner sur la Chine. Monté sur le trône à l'âge de cinq ans, en 1861, il meurt de la syphilis (ou de la variole) à dix-huit ans, en 1875. Sous son règne, sa mère Cixi, et le conseiller Zeng Guofan tentent de restaurer le pouvoir impérial. On donne à cette période le nom de Restauration de Tongzhi. À sa mort, son cousin maternel Guangxu lui succède.

## Conjoints

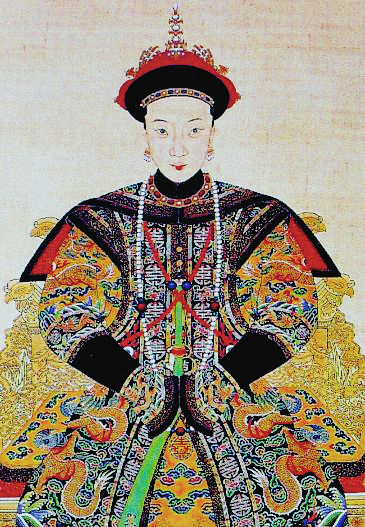
L'impératrice Xiaozheyi.

Il épouse en 1872 l'impératrice Xiaozheyi (1854-1875). Ils n'ont aucune descendance.
Il a quatre concubines : 
- Shushen (1860-1905)
- Zhuanghe (1857-1921)
- Jingyi (1856-1932)
- Ronghui (1854-1933)